# L'afaitada de Chartres
L'afaitada de Chartres (francès: La Tondue de Chartres) és una fotografia en blanc i negre feta per Robert Capa a Chartres el 16 d'agost de 1944 en el context de la Segona Guerra Mundial. Aquesta imatge es va publicar per primera vegada a la revista Life i es va convertir en icònica de l'épuration sauvage ("purga salvatge") promulgada després de l'alliberament de França i del sever càstig imposat a les dones franceses acusades de l'anomenada col·laboració horitzontal amb els ocupants alemanys.

## Història i descripció
Una setmana després de l'alliberament de París, dones considerades col·laboradores del règim nazi, especialment aquelles que havien estat relacionades sexualment o sentimentalment amb homes alemanys, van ser castigades arreu de França amb l'afaitada del cap i, sovint, amb la desfilada pels carrers com a mitjà d'humiliació abans de ser enviades, normalment, a la presó. La imatge representa una d'aquestes dones, Simone Touseau, de 23 anys, que havia estat traductora al servei dels alemanys i que, des de 1941, mantenia una relació amb un soldat alemany, amb qui va tenir una filla, encara un nadó quan va succeir l'esdeveniment. També va ser acusada de denunciar els veïns que van acabar sent deportats, cosa que va negar. A la imatge apareix portant la seva filla en braços després de ser humiliada amb l'afaitada del cap i el marcatge amb un ferro roent al front en senyal de col·laboracionisme, mentre la desfilaven pels carrers de Chartres empaitada per una sèrie de persones, incloent dones, nens i policies. El seu pare apareix al davant portant una bossa, possiblement amb els cabells rapats, mentre que la seva mare, que també va patir el mateix càstig, està parcialment coberta per ell. La van escortar a casa, des d'on la van enviar a la presó.

## En la cultura popular
Aquest cas, i la imatge en concret, van ser objecte del documental de 2017 La Tondue de Chartres, dirigit per Patrick Cabouat. També va inspirar una novel·la de 2023, escrita per l'autora francesa Julie Héraclès, titulada Vous ne connaissez rien de moi ("No saps res de mi").

## Col·leccions públiques
Una impressió de la fotografia es conserva a la col·lecció del Centre Internacional de Fotografia de Nova York.